# ديربي قابس
ديربي قابس هي مباراة دربي كرة القدم بين الملعب القابسي والـمستقبل الرياضي بقابس، ويعتبر ثاني أهم ديربيات تونس في دوري الرابطة المحترفة الأولى أو الرابطة المحترفة الثانية.
عقد اجتماع مهم بما فيه الكفاية ليتم بث المباراة على التلفزيون، كما هو الحال في عام 2007 عندما تم بث التلفزيون الدربي على الهواء مباشرة على قناة 21. هذا الديربي يقام في الملعب الأولمبي في قابس.

## التاريخ
تأسس الملعب القابسي في عام 1957 ومستقبل قابس في عام 1978.
يعود هاذ التنافس للمنشأ الجغرافي حيث ينتمي كلا من هذه الفرق إلى منطقتين من المدينة:«جارة» بالنسبة للملعب القابسي و «المنزل» بالنسبة لغريمه مستقبل قابس. ومع تفاقم المنافسة في سباق للدوري دعا العديد من الناس والاطراف إلى اندماج الناديين، ولكن ذلك لم يحدث.
وتعتقد الصحافة التونسية أن إنشاء نادي قابسي موحد كبير من شأنه أن يخلق مركز جديد لكرة القدم ومنافسة اندية عريقة في تونس.

## المواجهات
| الموسم    | المضيف                 | النتيجة | الـضـيـف               | صاحب الهدف للفريق المضيف         | صاحب الهدف للفريق الضيف                                                                               | الملعب                |
| --------- | ---------------------- | ------- | ---------------------- | -------------------------------- | --- | --------------------- |
| 1981-1982 | المستقبل الرياضي بقابس | 0 – 1   | الملعب القابسي         |                                  | المرحوم فتحي موسى                                                                                     | الملعب الأولمبي بقابس |
| 1981-1982 | الملعب القابسي         | 2 – 0   | المستقبل الرياضي بقابس | عبد الرزاق العامري وسمير الزهدي  | | الملعب الأولمبي بقابس |
| 1985-1986 | المستقبل الرياضي بقابس | 1 – 1   | الملعب القابسي         | عادل غليس من ضربة جزاء           | فؤاد القايد                                                                                           | الملعب الأولمبي بقابس |
| 1985-1986 | الملعب القابسي         | 0 – 0   | المستقبل الرياضي بقابس |                                  | | الملعب الأولمبي بقابس |
| 1987-1988 | الملعب القابسي         | 2 – 1   | المستقبل الرياضي بقابس | علي الشهباني وعبد الرزاق العامري | كمال زريق                                                                                             | الملعب الأولمبي بقابس |
| 1987-1988 | المستقبل الرياضي بقابس | 0 – 0   | الملعب القابسي         |                                  | | الملعب الأولمبي بقابس |
| 1989-1990 | الملعب القابسي         | 0 – 0   | المستقبل الرياضي بقابس |                                  | | الملعب الأولمبي بقابس |
| 1989-1990 | المستقبل الرياضي بقابس | 2 – 0   | الملعب القابسي         |                                  | منجي بوشاعة وعبد الكريم الجديدي (القوشي)                                                              | الملعب الأولمبي بقابس |
| 1990-1991 | الملعب القابسي         | 1 – 0   | المستقبل الرياضي بقابس | مبروك سعدالله                    | | الملعب الأولمبي بقابس |
| 1990-1991 | المستقبل الرياضي بقابس | 1 – 0   | الملعب القابسي         | منجي بوشاعة                      | | الملعب الأولمبي بقابس |
| 1991-1992 | المستقبل الرياضي بقابس | 0 – 0   | الملعب القابسي         |                                  | | الملعب الأولمبي بقابس |
| 1991-1992 | الملعب القابسي         | 1 – 3   | المستقبل الرياضي بقابس | علي الشهباني                     | منير النحالي وعمر عبد الكريم وعبد الكريم الجديدي                                                      | الملعب الأولمبي بقابس |
| 1992-1993 | المستقبل الرياضي بقابس | 1 – 0   | الملعب القابسي         | عادل بالريش                      | | الملعب الأولمبي بقابس |
| 1992-1993 | الملعب القابسي         | 0 – 1   | المستقبل الرياضي بقابس |                                  | عمر عبد الكريم                                                                                        | الملعب الأولمبي بقابس |
| 2004-2005 | المستقبل الرياضي بقابس | 1 – 0   | الملعب القابسي         | عبد المجيد ديني (لاعب مغربي)     | | الملعب الأولمبي بقابس |
| 2004-2005 | الملعب القابسي         | 0 – 2   | المستقبل الرياضي بقابس |                                  | رؤوف القابسي ومحمد الشيباني                                                                           | الملعب الأولمبي بقابس |
| 2005-2006 | المستقبل الرياضي بقابس | 0 – 2   | الملعب القابسي         |                                  | هدف كريم حسني من ضربة جزاء وتوقف المقابلة في نهاية الشوط الأول وهزم مستقبل قابس من الرابطة جزاءيا 0/2 | الملعب الأولمبي بقابس |
| 2005-2006 | الملعب القابسي         | 0 – 0   | المستقبل الرياضي بقابس |                                  | | الملعب الأولمبي بقابس |
| 2006-2007 | المستقبل الرياضي بقابس | 0 – 0   | الملعب القابسي         |                                  | | الملعب الأولمبي بقابس |
| 2006-2007 | الملعب القابسي         | 1 – 1   | المستقبل الرياضي بقابس | درامي دكارفا                     | صابر الصغير                                                                                           | الملعب الأولمبي بقابس |
| 2008-2009 | المستقبل الرياضي بقابس | 1 – 1   | الملعب القابسي         | بدرالدين الحشايشي من ضربة جزاء   | درامي كارفا                                                                                           | الملعب الأولمبي بقابس |
| 2008-2009 | الملعب القابسي         | 1 – 0   | المستقبل الرياضي بقابس | وليد الشتاوي                     | | الملعب الأولمبي بقابس |
| 2009-2010 | المستقبل الرياضي بقابس | 1 – 1   | الملعب القابسي         | احمد دعيب                        | انيس الطرابلسي                                                                                        | الملعب الأولمبي بقابس |
| 2009-2010 | الملعب القابسي         | 0 – 0   | المستقبل الرياضي بقابس |                                  | | الملعب الأولمبي بقابس |
| 2014-2015 | المستقبل الرياضي بقابس | 0 – 1   | الملعب القابسي         |                                  | ابراهيما توري                                                                                         | الملعب الأولمبي بقابس |
| 2014-2015 | الملعب القابسي         | 2 – 1   | المستقبل الرياضي بقابس | بلال يكن                         | ثنائية لاكرم بن ساسي                                                                                  | الملعب الأولمبي بقابس |
| 2016-2017 | الملعب القابسي         | 1 – 1   | المستقبل الرياضي بقابس | اهداف الفوزاعي من ضربة جزاء      | لمجد عامر                                                                                             | الملعب الأولمبي بقابس |
| 2016-2017 | المستقبل الرياضي بقابس | 0 – 0   | الملعب القابسي         |                                  | | الملعب الأولمبي بقابس |
| 2016-2017 | الملعب القابسي         | 2 – 2   | المستقبل الرياضي بقابس | عبد العزيز القشي وسليم الزكار    | حسني و هشام السيفي                                                                                    | الملعب الأولمبي بقابس |
| 2016-2017 | المستقبل الرياضي بقابس | 1 – 1   | الملعب القابسي         | عبد العزيز القشي                 | أكرم بن ساسي                                                                                          | الملعب الأولمبي بقابس |
| 2017-2018 | الملعب القابسي         | 1 – 1   | الملعب القابسي         | عبد الحليم الدراجي               | ايزاكا ابودو                                                                                          | الملعب الأولمبي بقابس |
| 2017-2018 | الملعب القابسي         | 0 – 1   | المستقبل الرياضي بقابس |                                  | سليم المزليني                                                                                         | الملعب الأولمبي بقابس |
| 2018-2019 | الملعب القابسي         | 2 – 0   | المستقبل الرياضي بقابس | ثنائية للمجد عامر                | | الملعب الأولمبي بقابس |
| 2018-2019 | المستقبل الرياضي بقابس | 1 – 1   | الملعب القابسي         | علاء عبد الواحد                  | ايزاكا ابودو                                                                                          | الملعب الأولمبي بقابس |

1. ↑  جاء هيكل البطولة موسم 2016-17 بنظام المجموعتين فلعب كل من الفريقين مبارتان ذهابا و إيابا في دور المجموعتين و مبارتان ذهابا و إيابا في مرحلة البلاي أوف.

| الموسم          | المضيف                         | النتيجة          | الـضـيـف       | الملعب                |
| --------------- | ------------------------------ | ---------------- | -------------- | --------------------- |
| 1/16; 1991-1992 | المستقبل الرياضي بقابس         | ( 5-4 ) \| 0 – 1 | الملعب القابسي | الملعب الأولمبي بقابس |
| 1/8 ;1991-1992  | المستقبل الرياضي بقابس (انسحب) | 0 – 2            | الملعب القابسي | الملعب الأولمبي بقابس |

| الموسم    | المضيف                         | النتيجة | الـضـيـف       | الملعب                |
| --------- | ------------------------------ | ------- | -------------- | --------------------- |
| 2007-2008 | المستقبل الرياضي بقابس (انسحب) | 0 – 2   | الملعب القابسي | الملعب الأولمبي بقابس |

## مكان المباراة

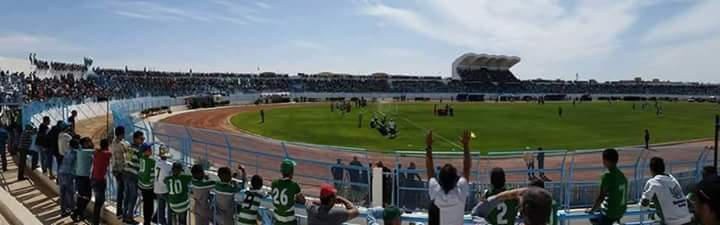
الملعب الأولمبي بقابس

تدور مباريات الدربي بملعب قابس الاولمبي بعد ان كانت في الماضي بالملعب البلدي عمر دغمان.
وتشهد المباريات حماسا خاصا قبل المباراة بايام وقبل المباراة بما يسمى «الدخلة» واثنائه.
و يحتفل الفائز عموما بافراط لتنتقل الفرحة مباشرة إلى منطقة المدينة الفائزة (حيث تستقبل حافلة اللاعبين) لتعمها باحتفالات خاصة. وتعم البهجة عدة أيام بعد المبارة.